# James Jelley

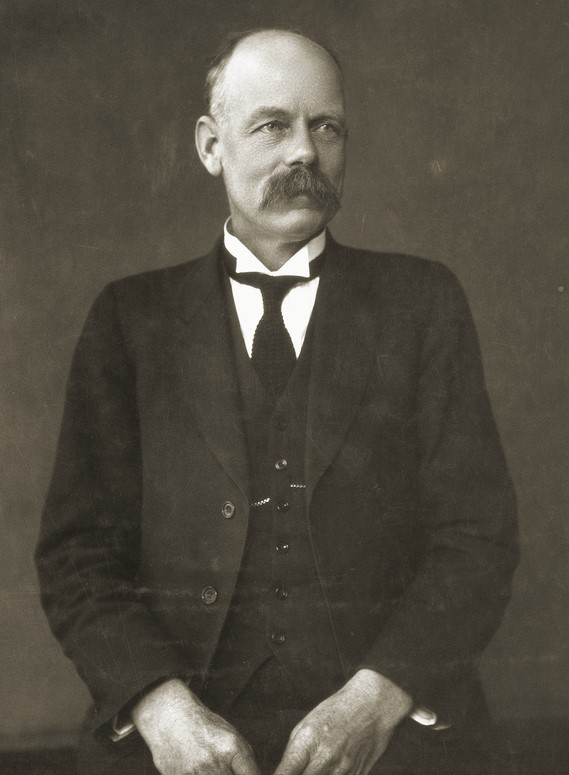
James Jelley (1925)

Hon. James Jelley (* 18. Oktober 1873 in Schottland; † 4. März 1954 in Park Terrace, Eastwood, South Australia) war ein australischer Politiker der Labor Party, der zwischen 1912 und 1933 Mitglied des South Australian Legislative Council sowie von 1924 bis 1927 und zwischen 1930 und 1933 Minister war.

## Leben

### Familiäre Herkunft, Kommunalpolitik und Mitglied desSouth Australian Legislative Council
James Jelley, eines von vier Kindern von John Jelley (1847–1912) und dessen Ehefrau Elizabeth Stevenson Jelley (1849–1929), wanderte um 1879 von Schottland nach Südaustralien aus und lebte dort zunächst in Wallaroo, dann in Port Adelaide und sich schließlich um 1884 in der Stanley Street in Woodville niederließ. Sein älterer Bruder David Jelley (1872–1907) war von 1906 bis zu seinem Tode 1907 Mitglied des South Australian House of Assembly. Er besuchte öffentliche Schulen in Lefevre Peninsula sowie in Woodville und war nach einer Berufsausbildung als Tischler tätig. 1892 wurde er Mitglied der ein Jahr zuvor gegründeten Australian Labor Party (ALP) und engagierte sich als Vorsitzender des ALP-Ortsvereins in Woodville. Er gehörte zudem zwischen 1909 und 1911 dem Stadtrat von Woodville an.
Am 10. Februar 1912 wurde Jelley für die ALP erstmals für den damaligen Wahlkreis Central District beziehungsweise ab dem 27. März 1915 für den Wahlkreis Central District No 1 zum Mitglied des South Australian Legislative Council gewählt, des Oberhauses des Parlaments von South Australia. Er gehörte diesem bis zu seinem Verzicht auf eine erneute Kandidatur bei der Wahl am 8. April 1933 an. Während seiner Parlamentszugehörigkeit war er unter anderem zwischen dem 25. November 1915 und dem 16. April 1924 Mitglied des Parlamentarischen Ständigen Ausschusses für Eisenbahnen (Parliamentary Standing Committee on Railways).

### Minister und Rückzug aus der Politik

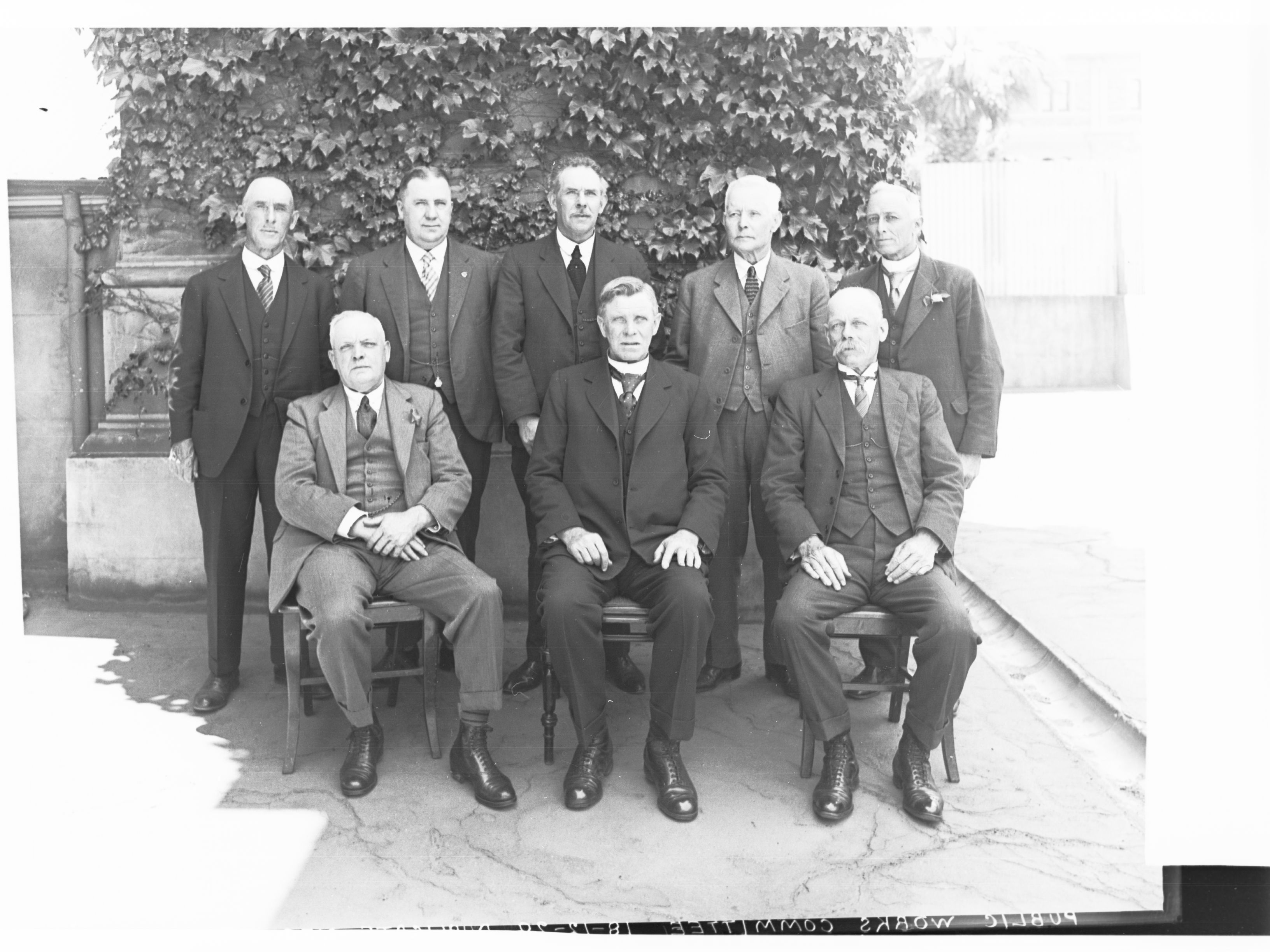
Jelley (vordere Reihe, rechts) und weitere Mitglieder des Parlamentarischen Ständigen Ausschusses für öffentliche Arbeiten (18. Dezember 1929).

Nach dem Sieg bei den Wahlen am 5. April 1924, bei denen die ALP 27 der 46 Sitze im House of Assembly, dem Unterhaus des Parlaments gewann, wurde James Jelles am 16. April 1924 in die Regierung von Premier John Gunn berufen und bekleidete in dieser bis zum 28. August 1926 das Amt als Chief Secretary und damit als Chefsekretär der Regierung. Daneben war er vom 16. April 1924 bis zum 29. Januar 1925 Minister für Eisenbahnen (Minister of Railways). Nach dem Rücktritt von Premier Gunn bekleidete er das Amt des Chefsekretärs der Regierung vom 28. August 1926 bis zum 8. April 1927 auch in der darauf folgenden ersten Regierung von Premier Lionel Hill. Nach der empfindlichen Niederlage der Labor Party bei den Wahlen am 26. März 1927, bei denen die ALP nur noch 16 der 46 Sitze erhielt, war er zwischen dem 21. Dezember 1927 und dem 31. Januar 1928 sowie erneut vom 19. Juni 1929 bis zum 17. April 1930 Mitglied des Parlamentarischen Ständigen Ausschusses für öffentliche Arbeiten (Parliamentary Standing Committee on Public Works).
Nach dem Wahlsieg der Labor Party bei der Wahl am 5. April 1930, bei der die ALP 30 der 46 Sitze im House of Assembly erhielt, wurde James Jelley am  17. April 1930 auch in die zweite Regierung von Premier Lionel Hill und bekleidete in dieser bis zum 30. Oktober 1930 zunächst wieder das Amt als Chefsekretär der Regierung sowie außerdem als Minister für Meeresangelegenheiten (Minister of Marine). Im Zuge einer Umbildung der zweiten Regierung Hill übernahm er am 30. Oktober 1930 in Personalunion die Posten als Minister für Kommunalverwaltung (Minister of Local Government), Minister für Einwanderung (Minister of Immigration), Minister für Rückkehrer (Minister of Repatriation) und als Minister für Bewässerung (Minister of Irrigation). Am 14. Juli 1927 wurde ihm der Höflichkeitstitel The Honourable verliehen. Am 13. Juni 1931 wurde er aus der ALP wegen Unterstützung des innerhalb der Labor Party kritisierten sogenannten „Premiers’ Plan“ des australischen Premierministers James Scullin ausgeschlossen, der letztendlich deswegen am 6. Januar 1932 sein Amt verlor. Infolgedessen sahen sich Hill und seine Regierung der Ausgrenzung durch ihre eigene Partei sowie einer weit verbreiteten Unzufriedenheit innerhalb dieser ausgesetzt, blieben aber mit zeitweiliger Unterstützung der Liberal Federation als Regierung der Parliamentary Labour Party im Amt. 
Nach seinem Ausscheiden aus der Regierung kritisierte Jelley die Ernennung des bisherigen Premiers Hill zum Generalagenten und damit zum Vertreter Südaustraliens im Vereinigten Königreich. Nach seinem gesundheitsbedingten Ausscheiden aus dem House of Assembly am 8. April 1933 wurde er Vorsitzender des Wettkontrollgremiums BCB (Betting Control Board) und hatte diese Funktion bis 1939 inne. Im Anschluss blieb er Mitglied des Wettkontrollgremiums, dem er bis zu seinem Rücktritt aus gesundheitlichen Gründen im Dezember 1953 angehörte. Nachdem seine Familie ein Staatsbegräbnis abgelehnt hatte, wurde er nach seinem Tode im Familienkreis beigesetzt.